# Бесы (фильм, 2014)
«Бесы» — российский художественный фильм режиссёра Романа Шаляпина 2014 года по мотивам романа Ф. М. Достоевского «Бесы». Фильм-участник конкурсной программы фестиваля «Окно в Европу»-2014.

## Сюжет
Современная интерпретация произведения Ф. М. Достоевского «Бесы». Сюжет фильма — история убийства Шатова, действующие лица — только члены тайного общества Верховенского.

## В ролях
- Евгений Ткачук — Пётр Верховенский
- Нина Лощинина — Эркель
- Александр Алябьев — Шатов
- Олег Соколов — Липутин
- Евгений Матвеев — призрак Ставрогина
- Роман Шаляпин
- Андрей Щипанов

## История создания
В начальных титрах значится: «Фильм Романа Шаляпина и Евгения Ткачука». Два молодых театральных актёра-однокурсника написали сценарий, думая вначале, что будут снимать двадцатиминутную короткометражку по мотивам романа Достоевского. В итоге сняли полнометражную картину. Бюджет фильма — менее двух миллионов рублей. Все на этом проекте работали бесплатно. Фильм снимался на территории заброшенного завода на Сетуни. Работа над фильмом продолжалась два с половиной года. Первые полтора года финансирования у проекта вообще не было, потом Валерий Петрович Тодоровский со своей продюсерской компанией «Мармот-фильм» помог довести фильм до конца.

В принципе, любое произведение искусства можно назвать неким высказыванием. Вот что такое революция? — это проба изменить что-то вне, поменять мысли, людей и так далее. А самая главная революция — это внутренняя, духовная. Все остальные пути без духовной революции, они ни к чему не приведут. Насколько ты способен произвести революцию внутри себя, настолько ты и человек. Идея в фильме — это человек, который проходит путь и хочет изменить всех, но не себя, в итоге он меняется, но не принимает это и сходит с ума. А человек, который идёт по пути внутренней революции, готов к перемене, он не знает, что с ним будет, но он готов к тому, чтобы эта внутренняя революция с ним произошла— режиссёр Роман Шаляпин
За время съёмок фильма Евгений Ткачук получил приглашение от Владимира Хотиненко и снялся в телесериале «Бесы» в роли Шатова.

## Критика и отзывы
Фильм вызвал разноречивые отзывы кинокритиков.
Критик Денис Корсаков («Комсомольская правда») отмечает, что «такому сверхэмоциональному и готовому пуститься в разнос актёру, как Ткачук, требуется хороший, как минимум — жёсткий режиссёр. Роман Шаляпин, взявшийся за экранизацию Достоевского, пока себя таковым не зарекомендовал».
Оксана Гаврюшенко («Новые известия») считает фильм «Бесы» авантюрой для своих, экспериментальным фильмом, которому категорически не хватает концепции и режиссуры.
По мнению Екатерины Агеевой («Выборг»), «в случае с „Бесами“ вообще нет смысла говорить о молодости, максимализме или пробе пера. Это — самое настоящее поколенческое кино… Выбор актёра на главную роль — несомненный успех. У Шаляпина актёр работает, как гигантский пресс, впечатывающий и вбивающий неумолкаемыми речами немногочисленных персонажей. Как молоток — гвозди, по самую шляпку». Критик отмечает удачный антураж «Бесов»: «по безысходной картинке — это точно Достоевский. Устаревший разрушающийся завод, давно покинутые территории, сгнившие доски, пыль, ветошь, ржавое железо, разлагающаяся осень. Тотальный некроз. Это не противоречит литературной основе, потому что герои Достоевского обычно пребывают в перманентно кризисном пространство-времени, взыскуя выхода».
Анастасия Сычевая («FashionTime») считает, что молодость режиссёра и актёров ощутимо отражается на структуре сюжета и съёмках: «Им есть что сказать, а кровь бурлит так сильно, что всё перемешивается в едином горячем порыве, который не сглаживает углы, а только еще больше затачивает. Насыщенность этой по-настоящему достоевской безысходности просто обрушивается на сознание: ты можешь понять всё или ничего». По мнению критика, «это концентрат, выжатый из книги, и он бьет в самую цель».
Кинокритик Виктор Матизен («Новые известия») отмечает смелость эксперимента молодых авторов, «открыто смешавших в своей экранизации „Бесов“ реальное трущобное пространство, где современные террористы вынашивают свои дикие планы, с пространством сугубо виртуальным, в котором голый Ткачук-Верховенский, как на тарзанке, раскачивается на трупе повесившегося Ставрогина».
Мария Безрук («Трибуна») отмечает скрупулёзнейшую работу режиссёра с авторским текстом, продуманность оригинального решения и актёрское мастерство Евгения Ткачука, которому многие прочили очередную награду фестиваля «Окно в Европу».